# Pensión de gracia
Pensión de gracia es un beneficio económico pecuniario otorgado a personas naturales por prerrogativa y facultad exclusiva del presidente de una nación, o un gobernador provincial. 
Este beneficio existe en la constitución legal de algunos países hispanoamericanos, en Estados Unidos y España se les denomina pensión social y difiere en sus estatutos de las latinoamericanas.
Las pensiones de gracia pueden ser otorgadas por un período definido de tiempo o ser vitalicio.
El cálculo del monto es sobre la base de indicadores económicos o es definido por una comisión especial designada por la presidencia.
Las personas que pueden acceder a este beneficio son: 
- Personas que hayan prestado servicios distinguidos al país.
- Personas que hayan prestado un acto meritorio más allá de su deber ciudadano.
- Personas afectadas por catástrofes naturales, personas  que hayan declarado su imposibilidad de ejercer en el mundo laboral por impedimentos físicos o psicológicos debidamente comprobados (se extiende incluso hasta el grupo familiar si es un mantenedor económico).
- Personas desamparadas previsional y socialmente (casos especiales de Asistencia Social)
- Profesionales senescentes desamparados previsionalmente.
- Víctimas de ataques terroristas o convulsión social.